# Ordensråd
Ordensråd är ett organ inom en orden som deltar i processen att välja ut mottagare av utmärkelser.

## Norge
I Norge finns ett ordensråd för Sankt Olavs orden, bestående av fem ledamöter som utnämns av stormästaren, och ett för Norska förtjänstorden, bestående av tre personer (hovchefen, utrikesdepartementets protokollchef och Sankt Olavs ordens kanslichef).

## Sverige
Ordensrådet utgör ett självständigt råd vid Kungl. Maj:ts Orden som har till uppgift att bedöma inkomna nomineringar till utmärkelser inom de fyra svenska kungliga riddarordnarna: Serafimerorden, Svärdsorden, Nordstjärneorden och Vasaorden.

### Bakgrund
Som ett led i Belöningsreformen föreslog Förtjänstutredningen i sitt slutbetänkande kring återupptagandet av utdelandet av svenska ordnar till svenska medborgare att inrätta ett självständigt råd med uppgiften att granska inkomna nomineringar och avge ett rådgivande yttrande med namn och motivering för de som föreslås att tilldelas en belöning. Ett uttalat syfte var att rådet genom sin sammansättning skulle upprätthålla systemets integritet och befästa ett allmänt förtroende för ordensväsendet.
Utredningen föreslog också att rådet skulle placeras inom Kungl. Maj:ts Orden eftersom detta var mest praktiskt. Alternativet att göra rådet till en enskild myndighet ansågs kostnadsdrivande och att placera det inom Regeringskansliet ansågs mindre lämpligt med tanke på att rådet skulle agera utan politiska hänsyn och dessutom skulle en sådan placering snarare peka bakåt mot gångna tiders system för belöning snarare än mot ett modernt belöningssystem.
Förtjänstutredningen framhöll också att kompetensen hos Kunglig Maj:ts Orden gjorde att ordensrådet genom att få en hemvist där skulle kunna dra nytta av det mångåriga kunnandet av att administrera ordens- och medaljärenden.
Utredningen föreslog också att rådet skulle vara åtminstone åtta ledamöter till antalet men inte överskrida tio. Detta antal skulle inte inbegripa sakkunniga, föredraganden eller sekreterare, vilka inte heller skulle ha rösträtt i rådet eftersom de inte är ledamöter.
I beredningsprocessen för att föreslå personer till utmärkelser så avger således ordensrådet ett utlåtande med namnförslag till regeringen som därefter fattar beslut om ett förord. Baserat på detta beslut fastställer sedan Carl XVI Gustaf som Stormästare i extra ordenskapitel vilka personer som får utmärkelser.
Förtjänstutredningens slutsatser kom till uttryck i regeringens proposition 2021/22:232 Ett modernt offentligt belöningssystem och de allmänna flaggdagarna som beslutades den 13 april 2022. och i december 2022 beslutade regeringen med stöd av riksdagens beslut om Förordning om Sveriges främsta utmärkelser, som trädde i kraft 1 februari 2023 och där ordensrådet och dess funktion uttryckligen nämns. Genom förordningen upphävdes ordenskungörelsen från 1974.

### Inrättande
Ordensrådet inrättades den 15 februari 2023. Detta ägde rum sedan stadgar för Serafimer-, Svärds-, Nordstjärne- och Vasaordnarna fastställs av Kungl. Maj:ts Orden, efter att de godkänts av regeringen. Detta skedde vid regeringssammanträde den 2 februari och därefter inrättades rådet i extra ordenskapitel av Carl XVI Gustaf den 15 februari 2023.
Vid detta extra ordenskapitel utsågs också för första gången ledamöter till ordensrådet för perioden 2023-2027. Rådet utsåg därefter inom sig ordförande respektive vice ordförande. Till rådet är vidare knutet två sakkunniga som representerar Regeringskansliet respektive Försvarsmakten. Dessa har utsetts av respektive justitieministern och överbefälhavaren. I enlighet med Förtjänstutredningens förslag har såväl föredragande och sekreterare hämtats från Kungl. Maj.ts Orden. Vice ordenskansler Per Sandin är föredragande och Jan-Mikael Bexhed är ordensrådets sekreterare.
Den 13 december 2023 beslutade ordensrådet om sin interna arbetsordning.
Den 21 mars 2024 meddelades det första beslutet om ordensförläningar efter rådets inrättande.

### Ledamöter
- Björn von Sydow, fv talman, ordförande, 2023-
- Minoo Akhtarzand , fv landshövding, vice ordförande 2023-
- Anders Cullhed, professor 2023-
- Göran K. Hansson, professor, 2023-
- Mia Brunell Livfors, VD och koncernchef, 2023-
- Maud Olofsson, fv vice statsminister, 2023-
- Susanne Rappmann, biskop, 2023-
- Thomas Rolén, generaldirektör, 2023-